# Darrell Allums
Darrell Wilbert Allums Jr. (Los Ángeles, California, 12 de septiembre de 1958) es un exbaloncestista estadounidense que disputó una temporada en la NBA. Con 2,06 metros de estatura, lo hacía en la posición de ala-pívot.

## Trayectoria deportiva

### Universidad
Jugó durante cuatro temporadas con los Bruins de la Universidad de California, Los Ángeles, en las que promedió 3,8 puntos y 3,3 rebotes por partido. En 1979 fue elegido mejor jugador defensivo de su equipo, y al año siguiente llegó a disputar la final del Torneo de la NCAA ante Louisville, en la que perdieron 59-54, y en la que jugó 4 minutos capturando 2 rebotes.

### Profesional
Fue elegido en el puesto 103 del Draft de la NBA de 1980 por Dallas Mavericks, con los que disputó 22 partidos en los que promedió 2,7 puntos y 2,1 rebotes.
Tras ser despedido en el mes de diciembre, al año siguiente fichó como agente libre por Los Angeles Lakers, pero finalmente fue despedido antes del comienzo de la competición.

## Estadísticas de su carrera en la NBA

### Temporada regular
| Temporada | Edad | Equipo           | Liga | P  | TIT | MIN  | TC  | TCA | %TC  | 3P  | 3PA | %3P  | TL  | TLA | %TL  | R.OF. | R.DEF. | REB | ASIS | ROB | TAP | PER | FP  | PTS |
| 1980-81   | 22   | Dallas Mavericks | NBA  | 22 |     | 12.5 | 1.0 | 3.0 | .343 | 0.0 | 0.0 | .000 | 0.6 | 1.0 | .591 | 0.9   | 2.1    | 3.0 | 1.1  | 0.2 | 0.4 | 1.0 | 2.3 | 2.7 |
| Total     |      |                  | NBA  | 22 |     | 12.5 | 1.0 | 3.0 | .343 | 0.0 | 0.0 | .000 | 0.6 | 1.0 | .591 | 0.9   | 2.1    | 3.0 | 1.1  | 0.2 | 0.4 | 1.0 | 2.3 | 2.7 |

## Problemas con la justicia
En 1987 fue detenido tras ser acusado del robo a ocho repartidores de Domino's Pizza en el transcurso de una juerga que se prolongó durante dos meses, siendo sentenciado a 9 años de prisión.